# Molophilus (Molophilus) rostriferus
Molophilus (Molophilus) rostriferus is een tweevleugelige uit de familie steltmuggen (Limoniidae). De soort komt voor in het Nearctisch gebied.